# کمال‌الدین پیرمؤذن
کمال‌الدین پیرمؤذن نمایندهٔ اصلاح طلب دورهٔ نهم مجلس شورای اسلامی و عضو کمیسیون صنایع و معادن مجلس شورای اسلامی از حوزهٔ انتخابیهٔ اردبیل، نمین، نیر و سرعین در استان اردبیل است. وی برادر نورالدین پیرمؤذن نماینده مجلس ششم و هفتم شورای اسلامی است.

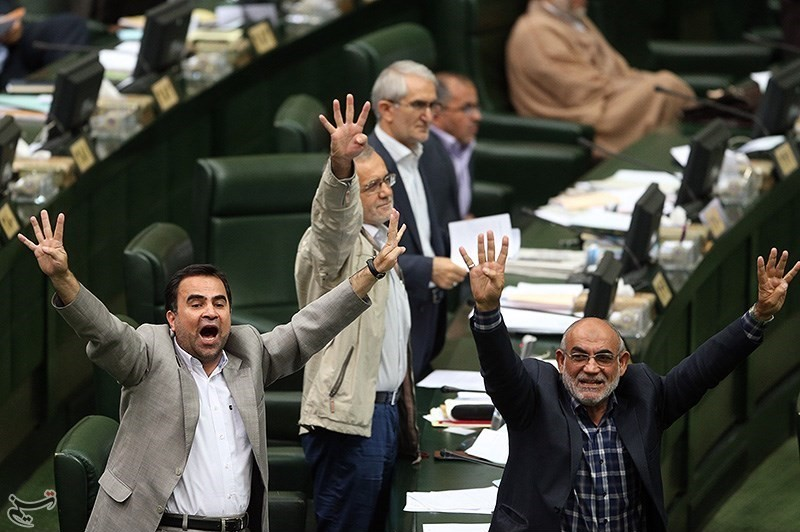
پیرموذن و تعدادی دیگر از نمایندگان مجلس نهم